# ULEB Euroliga 2018./19.
Euroliga za sezonu 2018./19. (eng. Turkish Airlines EuroLeague) je devetnaesta sezona Eurolige pod vodstvom organizacija ULEB i ECA, te 62. sezona ukupno elitnog europskog klupskog košarkaškog natjecanja. 
 
U natjecanju sudjeluje 16 klubova. Naslov pobjednika brani "Real" iz Madrida.  Završni turnir se igra u španjolskom gradu Vitoria-Gazteiz (Vitoria). 
 
Pobjednik natjecanja je postao "CSKA" iz Moskve.

## Sustav natjecanja
16 klubova igraju dvokružnu ligu (30 kola). Osam najbolje plasiranih momčadi se plasira u četvrtzavršnicu koja se igra na tri pobjede (best-of-five), a pobjednici susreta četvrtzavršnice se plasiraju na završni turnir (Final four). 

## Sudionici
| - Budućnost VOLI - Podgorica - Olympiakos - Pirej - Atena - Panathinaikos OPAP - Atena - AX Armani Exchange Olimpia - Milano - Maccabi FOX - Tel Aviv - Žalgiris - Kaunas - Bayern - München - CSKA - Moskva | - Khimki Moscow Region - Himki ↓HIM - Barcelona Lassa - Barcelona - Herbalife Gran Canaria - Las Palmas de Gran Canaria - Kirolbet Baskonia - Vitoria-Gazteiz - Real - Madrid - Anadolu Efes - Istanbul - Darüşşafaka Tekfen - Istanbul - Fenerbahçe Beko - Istanbul |

 Napomene: 

↑HIM  "Himki" nastupa u Euroligi kao "Khimki Moscow Region"; drugdje se navodi i kao "Himki" ili "Khimki"

## Ljestvica i rezultati

### Ligaški dio
-  plasirali se u četvrtzavršnicu
| mj  | klub                       | ut | pob | por | koš+ | koš- | bod |
| --- | -------------------------- | -- | --- | --- | ---- | ---- | --- |
| 1.  | Fenerbahçe Beko            | 30 | 25  | 5   | 2504 | 2237 | 55  |
| 2.  | CSKA Moskva                | 30 | 24  | 6   | 2590 | 2397 | 54  |
| 3.  | Real Madrid                | 30 | 22  | 8   | 2578 | 2342 | 52  |
| 4.  | Anadolu Efes               | 30 | 20  | 10  | 2562 | 2406 | 50  |
| 5.  | Barcelona Lassa            | 30 | 18  | 12  | 2358 | 2282 | 48  |
| 6.  | Panathinaikos OPAP         | 30 | 16  | 14  | 2382 | 2345 | 46  |
| 7.  | Kirolbet Baskonia          | 30 | 15  | 15  | 2449 | 2378 | 45  |
| 8.  | Žalgiris                   | 30 | 15  | 15  | 2360 | 2323 | 45  |
| 9.  | Olympiakos                 | 30 | 15  | 15  | 2326 | 2301 | 45  |
| 10. | Maccabi FOX                | 30 | 14  | 16  | 2376 | 2346 | 44  |
| 11. | Bayern                     | 30 | 14  | 16  | 2348 | 2404 | 44  |
| 12. | AX Armani Exchange Olimpia | 30 | 14  | 16  | 2601 | 2600 | 44  |
| 13. | Khimki Moscow Region       | 30 | 9   | 21  | 2333 | 2449 | 39  |
| 14. | Herbalife Gran Canaria     | 30 | 8   | 22  | 2317 | 2616 | 38  |
| 15. | Budućnost VOLI             | 30 | 6   | 24  | 2230 | 2550 | 36  |
| 16. | Darüşşafaka Tekfen         | 30 | 5   | 25  | 2238 | 2576 | 35  |

Utakmice su igrane od 11. listopada 2018. do 5. travnja 2019. godine. 

### Eliminacijski dio

#### Četvrtzavršnica
Igra se kao best-of-five serija (na Final Four prolazi momčad koja prva ostvari tri pobjede). 

Utakmice na rasporedu od 16. travnja do 1. svibnja 2019. 

     - prošli na Final Four 

     - domaća utakmica za klub1 

     - gostujuća utakmica za klub1

| klub1           | pob-por | klub2              | 1. ut | 2. ut | 3. ut  | 4. ut | 5. ut |
| --------------- | ------- | ------------------ | ----- | ----- | ------ | ----- | ----- |
| Fenerbahçe Beko | 3:1     | Žalgiris           | 76:43 | 80:82 | 66:57  | 99:82 |       |
| CSKA Moskva     | 3:1     | Kirolbet Baskonia  | 94:68 | 68:78 | 87:77  | 92:83 |       |
| Real Madrid     | 3:0     | Panathinaikos OPAP | 75:72 | 78:63 | 89:82  |       |       |
| Anadolu Efes    | 3:2     | Barcelona Lassa    | 75:68 | 72:74 | 102:68 | 72:82 | 80:71 |

#### Final four
Igra se od 17. do 19. svibnja 2019. u Vitoria-Gazteiz, Španjolska u dvorani "Fernando Buesa Arena". 
| !klub1          | rez.          | klub2         |
| poluzavršnica   | poluzavršnica | poluzavršnica |
| --------------- | ------------- | ------------- |
| Fenerbahçe Beko | 73:92         | Anadolu Efes  |
| CSKA Moskva     | 95:90         | Real Madrid   |
|                 |               |               |
| za 3. mjesto    |               |               |
| Fenerbahçe Beko | 75:94         | Real Madrid   |
|                 |               |               |
| završnica       |               |               |
| Anadolu Efes    | 83:91         | CSKA Moskva   |

## Unutrašnje poveznice
- Euroliga
- ABA liga 2018./19.

## Vanjske poveznice
- euroleague.net
- eurobasket.com, Euroleague